# Arthur Schwartz
Arthur Schwartz (Brooklyn, 25 novembre 1900 – Kintnersville, 3 settembre 1984) è stato un compositore e produttore cinematografico statunitense.
Schwartz finanziò i suoi studi in legge alla New York University e il master alla Columbia University suonando il piano, prima di concentrare i propri talenti sulla Vaudeville, Broadway ed Hollywood.
Nel 1929 lo spettacolo The Little Show con musiche di sua composizione ha la prima assoluta al Music Box Theatre per il Broadway theatre con Fred Allen e Clifton Webb ed arriva a 321 recite. 
Nel 1934 Revenge with Music con sue musiche va in scena al New Amsterdam Theatre per Broadway con Charles Winninger dal 28 novembre arrivando a 158 recite.
Nel 1935 At Home Abroad con sue musiche va in scena al Winter Garden Theatre per Broadway con Beatrice Lillie, Ethel Waters, Eleanor Powell, Reginald Gardiner e John Payne dal 19 settembre arrivando a 198 recite.
Fra i suoi musical ci sono The Band Wagon che va in scena al New Amsterdam Theatre per Broadway dal 3 giugno 1931 con Fred Astaire, Adele Astaire e Frank Morgan arrivando a 260 recite, Flying Colors di Schwartz e Howard Dietz che all'Imperial Theatre per Broadway con Clifton Webb, Imogene Coca e Buddy Ebsen arriva a 188 recite, The Gay Life, A Tree Grows in Brooklyn, Jennie e By the Beautiful Sea. I suoi film invece includono il film musicale The Band Wagon con il paroliere Howard Dietz.
Lavorò poi come produttore per la Columbia Pictures e fra i suoi lavori vi è il musical del 1944 Fascino.
Suo figlio Jonathan è un popolare conduttore radio e musicista; suo figlio Paul Schwartz è compositore, direttore d'orchestra, pianista e produttore.

## Canzoni
- "After All You're All I'm After" (parole di Edward Heyman) 1933
- "Alone Together" (parole di Howard Dietz). Presentata nella rivista Flying Colors  da Jean Sargent.
- "Alone Too Long" (parole di Dorothy Fields).  Presentata da Shirley Booth e Wilbur Evans nel musical By the Beautiful Sea
- "Dancing In The Dark" (parole di Howard Dietz) Presentata da John Barker in The Band Wagon.
- "A Gal In Calico" (parole di Leo Robin)  Presentata nel film del 1946 The Time, The Place and The Girl di Jack Carson, Martha Vickers e Dennis Morgan.
- "Got A Bran' New Suit" (parole di Howard Dietz)  Presentata da Ethel Waters nello spettacolo del 1935 At Home Abroad
- "Hoops" (parole di Howard Dietz).  Presentata nello spettacolo del 1931 The Band Wagon con Fred ed Adele Astaire
- "I Guess I'll Have To Change My Plan" (parole di Howard Dietz).  Presentata da Clifton Webb nello spettacolo del 1929 The Little Show.
- "I Love Louisa" (parole di by Howard Dietz).  Presentata da Fred e Adele Astaire in the 1931 Revue The Band Wagon
- "I See Your Face Before Me" (parole di by Howard Dietz).  Presentata da Jack Buchanan, Evelyn Laye e Adele Dixon nel musical del 1937 Between the Devil
- "I'm Riding For A Fall" (parole di Frank Loesser).  Presentata da Dennis Morgan e Joan Leslie nel film del 1943 Thank Your Lucky Stars
- "Louisiana Hayride" (parole di Howard Dietz).  Presentata da Tamara Geva, Clifton Webb e orchestra nella Revue del 1932 Flying Colors
- "Love Is A Dancing Thing" (parole di Howard Dietz) nello spettacolo del 1935 At Home Abroad
- "A Rainy Night In Rio" (parole di Leo Robin). Presentata nel film del 1946 The Time, The Place and The Girl da Dennis Morgan, Jack Carson, Janis Paige e Martha Vickers
- "Simpatico" (scritta con Sammy Cahn).  Cantata da Dean Martin il 25 aprile 1955.
- "That's Entertainment!" (parole di by Howard Dietz) per il film del 1953 The Band Wagon
- "Then I'll Be Tired Of You" (parole di E. Y. Harburg) (1934).  Cantata da Fats Waller.
- "They're Either Too Young Or Too Old" (parole di Frank Loesser).  Presentata da Bette Davis nel film del 1943 Thank Your Lucky Stars.
- "You And The Night And The Music" (parole di Howard Dietz) dal musical Revenge with Music.